# Marquesado de Olivara
El marquesado de Olivara es un título nobiliario creado 26 de julio de 1976 por la Serenísima República de San Marino a favor de José María Ruiz-Mateos y Jiménez de Tejada, caballero divisero del Ilustre Señorío del Solar de Tejada, corporación nobiliaria más antigua del Reino de España.
El uso del título fue autorizado en España por Orden del Ministerio de Justicia, publicada en BOE el 24 de agosto de 1982.
Empresario, en 1961 fundó el holding Rumasa, uno de los conglomerados financieros, industriales, comerciales y hoteleros más importantes de España: llegó a tener varios bancos, 700 empresas, 65 000 empleados, y una facturación anual de 350 000 millones de pesetas (más de 2 000 millones de euros, en aquel tiempo). El holding fue expropiado por un Decreto-Ley adhoc para el caso (Decreto-Ley 2/1983) en fecha 23 de febrero de 1983, por el recién estrenado gobierno socialista de Felipe González.

## Marqueses de Olivara
|                                                          | Titular                                                  | Periodo                                                  |
| Creado en 1976 por la Serenísima República de San Marino | Creado en 1976 por la Serenísima República de San Marino | Creado en 1976 por la Serenísima República de San Marino |
| -------------------------------------------------------- | -------------------------------------------------------- | -------------------------------------------------------- |
| I                                                        | José María Ruiz-Mateos y Jiménez de Tejada               | 1976-2015                                                |

## Historia de los marqueses de Olivara
- José María Ruiz-Mateos y Jiménez de Tejada, I marqués de Olivara, caballero divisero del Ilustre Señorío del Solar de Tejada, financiero y empresario.

1. Casó con María Teresa Rivero y Sánchez-Romate, de cuyo matrimonio nacieron trece hijos: seis varones (Pablo, Álvaro, Alfonso, Javier, Zoilo y José María) y siete mujeres (Begoña, Patricia, Socorro (†), Rocío, Nuria, Paloma y Almudena).

## Blasón
«En campo de plata, un creciente ranvesado, jaquelado, de oro y sable. Bordura de gules con ocho bezantes, de oro, verados de azur.»